# Wormaldia oconee
Wormaldia oconee är en nattsländeart som beskrevs av Morse in Morse, Hamilton och Hoffman 1989. Wormaldia oconee ingår i släktet Wormaldia och familjen stengömmenattsländor. Inga underarter finns listade i Catalogue of Life.